# Louis Lortie
Louis Lortie (Montréal, 1959. április 27. ) francia-kanadai zongorista. Jelenleg Berlinben él.

## Pályája
Nemzetközi szólista, több mint 30 felvételt készített a Chandos Recordsnál, Lortie különösen ismert Ravel, Chopin, Beethoven interpretációiról.
A Montreali Szimfonikus Zenekarral, tizenhárom éves korában debütált, majd a Toronto Szimfonikus Zenekarral három évvel később. Hamarosan azután történelmi turnét tett Kínában és Japánban.
Első díjat nyert a Ferruccio Busoni Nemzetközi Zongoraversenyen, 1984-ben. Ugyanebben az évben elnyerte a negyedik helyezést a Leedsi Versenyen. A Kanada Rend tisztje, és a Québec Nemzeti Rend lovagja, valamint tiszteletbeli doktori fokozatot kapott az Université Lavalon. Olaszország híres Accademia Pianistica Internazionaléján, Imolában tanít.
2016 óta „Master in residence” az Erzsébet Királyné Zenei Kápolnában (Waterloo, Belgium).
2018. március 5-én a MÜPA pódiumán a Nemzeti Filharmonikus Zenekarral koncertezett, Edvard Grieg, Richard Wagner és Johannes Brahms műveivel, Hamar Zsolt vezényletével.

## Fordítás
Ez a szócikk részben vagy egészben  a   Louis Lortie című angol Wikipédia-szócikk ezen változatának fordításán alapul.  Az eredeti cikk szerkesztőit annak laptörténete sorolja fel. Ez a jelzés csupán a megfogalmazás eredetét és a szerzői jogokat jelzi, nem szolgál a cikkben szereplő információk forrásmegjelöléseként.

## Külső linkek
- Hivatalos honlap
- LOUIS LORTIE Rendhagyó beszélgetés Karishmeh 103.2 Dublin Város FM[halott link]